# Allochrocebus solatus
Allochrocebus solatus é um Macaco do Velho Mundo com hábitos semi-terrestres que ocorre em florestas chuvosas do Gabão.
Foi descoberto em 1984, e pouco se conhece sobre ele. É um animal frugívoro, e pesa entre 4 e 9 kg. Grupos consistem de um macho e várias fêmeas.